# Kandal
Kandal é uma província do Camboja. Sua capital é Ta Khmau. Possui uma área de 3.568 km². Em 2008, sua população era de 1.065.085 habitantes.
Ao centro da província se encontra o Distrito Especial da cidade de Phnom Penh, porém este não faz parte da jurisdição da província pois é um território separado.
A província está subdividida em 11 distritos:
- 0801 - Kandal Stueng
- 0802 - Kien Svay
- 0803 - Khsach Kandal
- 0804 - Kaoh Thum
- 0805 - Leuk Daek
- 0806 - Lvea Aem
- 0807 - Mukh Kampul
- 0808 - Angk Snuol
- 0809 - Ponhea Lueu
- 0810 - S'ang
- 0811 - Ta Khmau